# Oncidium inopinatum
Oncidium inopinatum är en orkidéart som beskrevs av Eric Alston Christenson. Oncidium inopinatum ingår i släktet Oncidium och familjen orkidéer. Inga underarter finns listade i Catalogue of Life.